# Vestel
Vestel – tureckie przedsiębiorstwo powstałe w 1984 roku, z siedzibą w miejscowości Manisa. Firma od 1994 roku należy do grupy Zorlu. W skład Vestel wchodzi 28 firm, które produkują elektronikę użytkowej, sprzęt AGD, ekrany typu Digital Signage oraz oświetlenia LED, a także ładowarki typu EV. Współpracuje z takimi markami jak: Toshiba, JVC czy Hitachi.
W 2015 roku Vestel zaczął działalność w Polsce jako Vestel Poland Spółka z o.o. Zajmuje się tutaj sprzedażą i dystrybucją produktów elektroniki użytkowej w Polsce i Europie Środkowej oraz Wschodniej.
W 2016 roku Vestel odkupił od Compala fabrykę telewizorów LCD w Biskupicach Podgórnych i kontynuował produkcję telewizorów dla marki Toshiba. 3 marca 2020 roku na łamach południowokoreańskiego magazynu internetowego poinformowano o zakupie fabryki w Biskupicach przez koncern LG Chem, który produkuje baterie do aut elektrycznych. Tym samym konglomerat LG utworzył największą fabrykę baterii w Europie.